# القطع والحرق

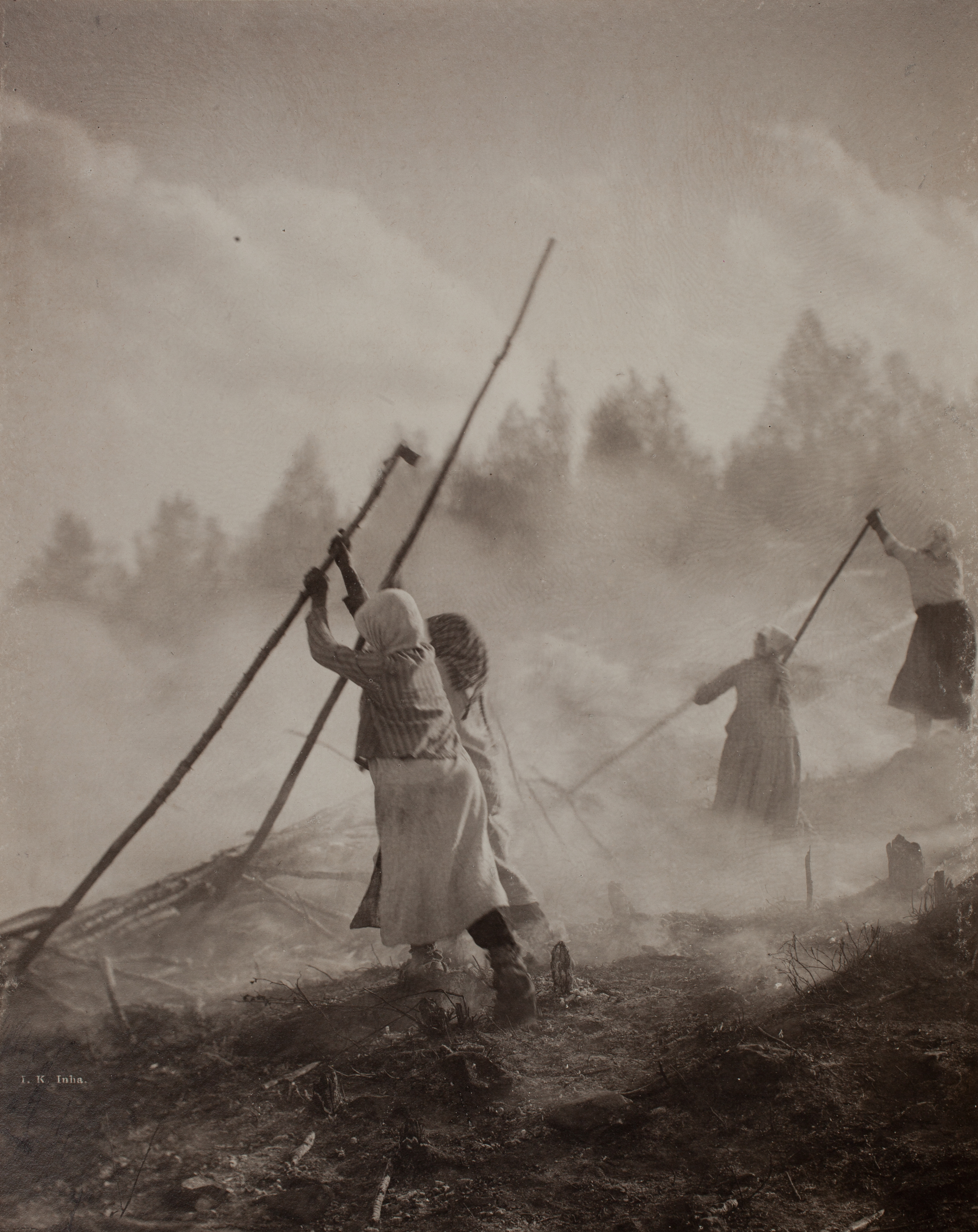
عملية القطع والحرق في إينو (فنلندا)، عام 1893

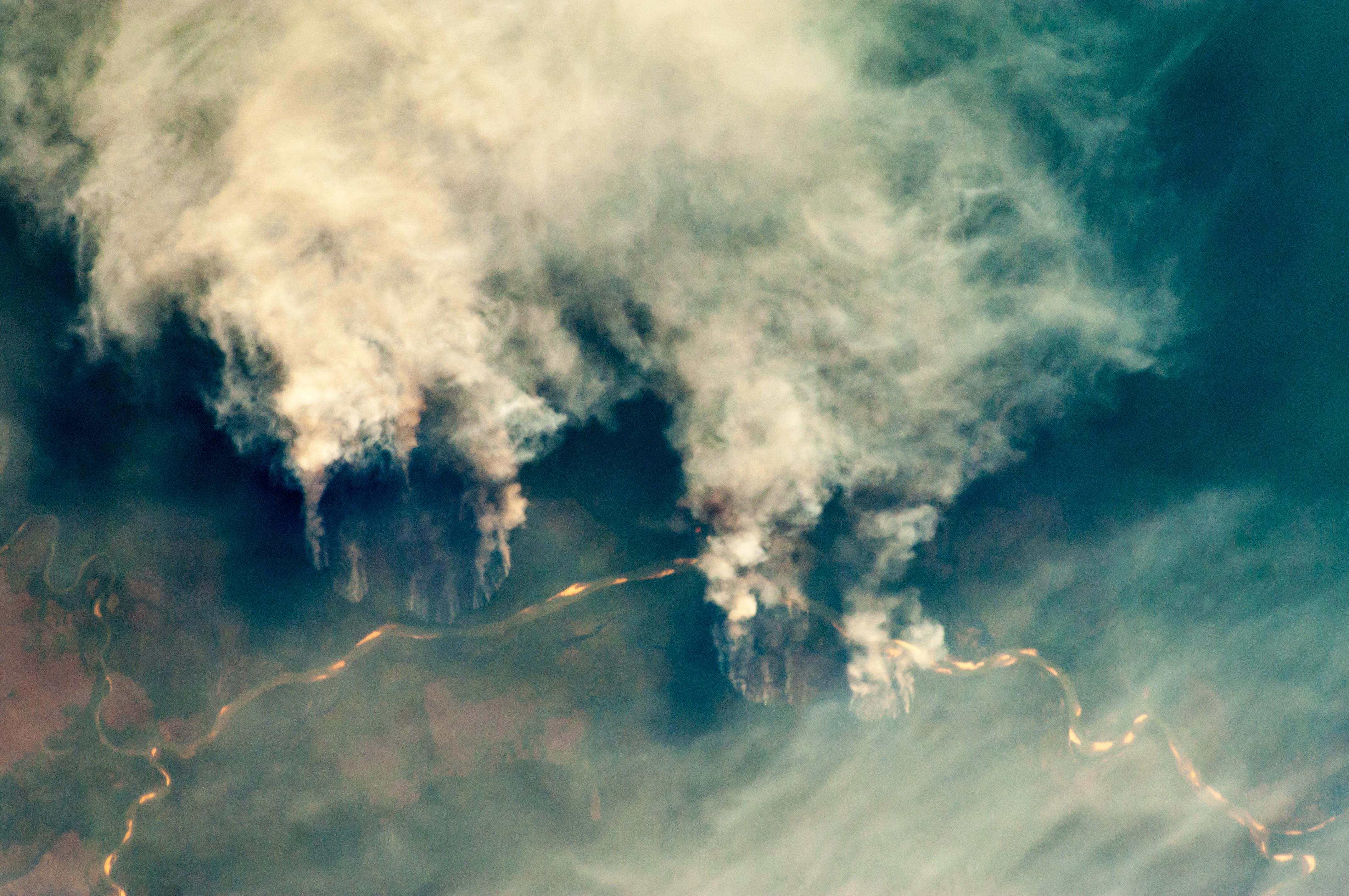
لقطة فضائية توضح عملية قطع وحرق الغابات على طول نهر ريو شنجو (Xingu River) في ولاية ماتو غروسو، البرازيل.

القطع والحرق هو أسلوب زراعي يتضمن قطع وحرق النباتات في الغابات أو الأراضي الخشبية لصنع الأراضي الزراعية.وعادة ماتكون زراعة الكفاف مرافقة لهذا الأسلوب والتي تستخدم تقنيات بسيطة جداً.والشكل الرئيسي للقطع والحرق هو الزراعة المتحولة(تزرع في أرض ثم تنتقل إلى أخرى)، وفي تربية الماشية المتنقلة.
يستخدم 200 إلى 500 مليون شخص أسلوب القطع والحرق حول العالم. Iقُدر في عام 2004، في البرزايل وحدها، قطع 50000 مزارع صغير تقريبا هكتار سنويا من الغابات لكل شخص.هذه التقنية ليس مستدامة بالنسبة للأعداد الكبيرة، لان التربة تصبح فقيرة لنمو المحاصيل بدون الأشجار.المرزاعون عليهم أن ينتقلوا إلى غابة جديدة ويكرروا العملية.اقترح بعض الأساليب مثل زراعة إنجا بين المحاصيل كبدائل عن التدمير البيئي.

## تاريخ
تاريخياً، كانت عملية القطع والحرق تتم في مناطق مختلفة من العالم سواء في الأراضي العشبية أو في الأراضي الخشبية.
خلال الثورة الزراعية، والتي تضمنت تقدم في الزراعة، قامت مجموعات من الصياديون-جامعون الثمار بتربية أنواع من النباتات والحيوانات، الأمر الذي سمح لهؤلاء بالاستقرار وممارسة الزراعة، وقدم مزيد من الغذاء بالهكتار من الصيد وجمع الثمار.حدث هذا في حضارة الأنهار، بسبب النقص في الغذاء من الصيد.كلما ازداد عدد السكان، أصبحت الزراعة أكثر أهمية.سمكن لبعض الجماعات زرع محاصيلها في الحقول المفتوحة عبر الوديان النهرية، بينما أخرون يوجد في أراضيهم غابات تمنع الزراعة فيها.
في هذا المجال عمل الناس في أسلوب القطع والحرق لإنشاء مزيد من الأراضي للزراعة وتربية الحيوان.منذ زمن العصر الحجري القديم، استخدم أسلوب القطع والحرق بشكل واسع لتحويل الغابات إلى أراضي زراعية ومراعي. استخدمت النار قبل العصر الحجري الحديث من قبل الصياديون-جامعون الثمار حتى العصر الحالي.كانت تتم عمليات التنظيف بواسطة النار لعدة أسباب، لجذب الحيوانات وصيدها ولتشجيع أنواع معينة من النباتات على النمو مثل التوت.
تستخدم حقول القطع والحرق من قبل العائلة حتى تنهار التربة.في هذه المرحلة تترك حقوق الملكية، والعائلة تنظف حقل جديد، والأشجار والشجيريات تنقل لتنمو في الحقل الجديد.بعد عدة عقود، تستخدم عائلة أخرى أو قبيلة الأرض وتطالب بحق الانتفاع منها. لايوجد في مثل هذا النظام أي سوق للأراضي الزراعية، لذلك الأرض لاتباع أو تشترى في السوق وحقوق الأرض تكون تقليدية.في زراعة القطع والحرق، تقطع الغابات عادة قبل أشهر من موسم الجفاف.يسمح «بالقطع» في موسم الجفاف، وبعد ذلك يحرق في موسم الجفاف التالي.ينتج عن هذه العملية سماد للتربة من الرماد والحقل الذي تم حرقه يزرع في بداية موسم المطر القادم بالمحاصيل مثل الرز،الذرة،البفرة، أو المحاصيل الرئيسية الأخرى.يتم معظم العمل يدوياً، وبعض الأدوات البسيطة مثل المنجل، الفأس، معزقة، وجاروف.

## مراجع تاريخية

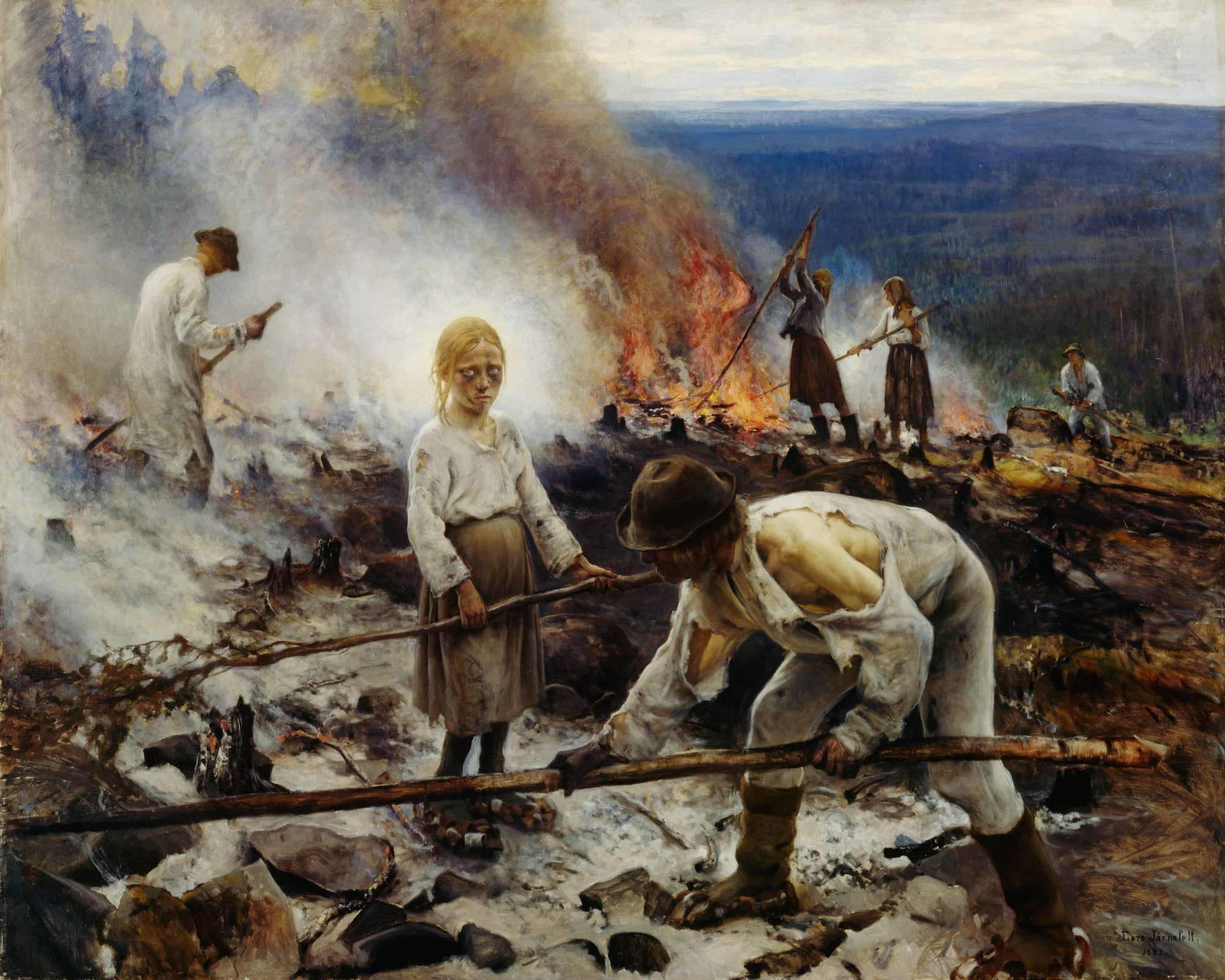
لوحة بريشة Eero Järnefelt تظهر عملية حرق الغابات